# 沈阳皇朝万鑫国际大厦
沈阳皇朝万鑫国际大厦坐落于辽宁省沈阳市青年大街，是沈阳市第一座白金五星级国际大厦。

## 火灾事故
2011年2月3日，皇朝万鑫酒店B座楼发生火灾。
41°45′16″N 123°26′15″E / 41.75444°N 123.43750°E